# Marek Edelman

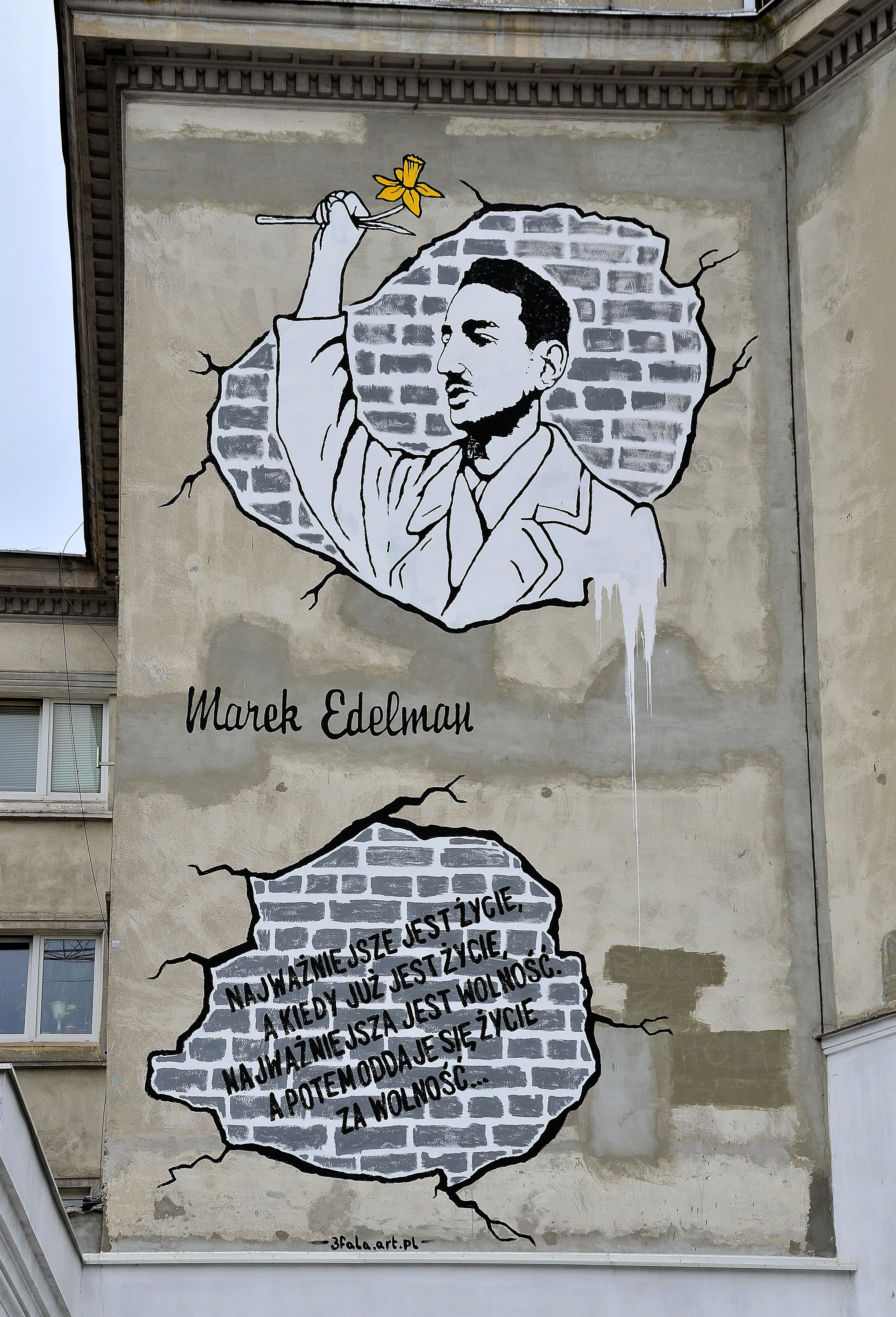
Mural im Warchau

Marek Edelman (Homel (Wit-Rusland), 31 december 1922 – Warschau, 2 oktober 2009) was een Poolse cardioloog, politiek en sociaal activist, politicus en de laatst levende leider van de Opstand in het getto van Warschau. Hij was van Joodse komaf.

## Levensloop
Op jonge leeftijd kwam hij met zijn ouders naar Warschau, waar zijn vader overleed. Toen Marek Edelman dertien jaar was, stierf ook zijn moeder. Zij was bij de Bund aangesloten. Uiteindelijk sloot ook de jonge Marek zich daar bij aan.

### Oorlogsjaren
Toen de Tweede Wereldoorlog in 1939 uitbrak, moest hij gedwongen verhuizen naar het getto. Hij werkte hier in het gettoziekenhuis. In 1942 kwam hij bij de Żydowska Organizacja Bojowa (ŻOB), de Joodse verzetsorganisatie van het Warschause getto. De ŻOB stond toen onder leiding van Mordechaj Anielewicz, maar na diens dood tijdens de opstand in 1943 nam Marek Edelman de leiding over. 
Hij slaagde erin om via de riolen uit het getto te ontsnappen, samen met een handjevol andere strijders. Hierna dook hij onder en vocht hij in 1944 mee in de Opstand van Warschau.

### Na de oorlog
In 1946 vestigde Marek Edelman zich in Łódź, waar hij afstudeerde aan de Medische Universiteit. Hij trouwde en kreeg twee kinderen. Naast zijn werk als cardioloog was hij ook weer actief in de Bund.
In 1968 verlieten zijn vrouw en kinderen Polen, vanwege het opnieuw opkomende antisemitisme, maar Marek Edelman bleef. Als hem gevraagd wordt waarom, antwoordt hij: "Iemand moet toch bij alle omgekomen mensen blijven."
In 1971 ontwikkelde hij een nieuwe revolutionaire methode voor hartoperaties, waardoor veel mensen gered konden worden die anders waren gestorven.
In 1976 werd hij activist van Komitet Obrony Robotników (het Comité ter Verdediging van Arbeiders) en van Solidarność. Tijdens de Poolse staat van beleg begin jaren tachtig zat Edelman als activist enige maanden gevangen. Van 1989 tot 1993 was hij een prominent lid van de Sejm. Op 17 april 1998 kreeg Marek Edelman de hoogste Poolse onderscheiding: de Orde van de Witte Adelaar. Ook was hij lid van de Partia Demokratyczna.
In 1999 appelleerde Edelman aan de Westerse wereld en de NAVO om in te grijpen in Kosovo en zodoende niet "dezelfde fout begaan door niet in te grijpen destijds bij de Opstand in het getto van Warschau".
Op latere leeftijd sprak hij als verdediger van het Palestijnse volk, omdat hij voelde dat de joodse zelfverdediging waarvoor hij gevochten had gevaar liep om zelf te transformeren in onderdrukking. In augustus 2002 schreef hij een open brief aan de Palestijnse verzetsleiders. Hoewel de brief de Palestijnse zelfmoordaanvallen bekritiseerde, was de reactie van de Israëlische regering en pers furieus. Volgens de Britse schrijver en activist Paul Foot: "Hij schreef [de brief] in een geest van solidariteit van een collega-verzetsstrijder, als voormalig leider van een joodse opstand, die niet verschillend was van de wanhoop van de Palestijnse opstand in de bezette gebieden." Hij adresseerde zijn brief "Aan alle leiders van Palestijnse militaire, paramilitaire en guerrillaorganisaties - Aan alle soldaten van Palestijnse militante groepen".
Moshe Arens, voormalig Israëlische minister van defensie en minister van Buitenlandse Zaken, bezocht Edelman in Warschau in 2005 om de opstand van Warschau Ghetto te bespreken. Arens bewonderde Edelman en probeerde zonder succes officiële Israëlische erkenning voor hem te krijgen.
In 2004 sprak Edelman zich in een interview uit vóór interventie in Irak met het argument dat fascisme, in de vorm van nazisme, baathisme of islamisme, altijd bestreden moet worden.
Edelman heeft twee boeken geschreven over zijn oorlogservaringen, waaronder één met Hanna Krall.
In 2007 werd hem door de Medische Universiteit van Łódź een eredoctoraat verleend.
In de miniserie Uprising uit 2001, over de getto-opstand in Warschau, is het personage van Marek Edelman een van de hoofdrollen, vertolkt door John Ales. Op de extra's van deze dvd staat een interview met Marek Edelman zelf, samen met Simha Rotem ('Kazik'), een andere overlevende van de getto-opstand.